# Староста генеральний подільський

Староста генеральний Земель Подільських (генерал подільських земель)  (пол. generał ziem podolskich, пол. starosta generalny podolski) — посада королівського намісника, який керував кількома гродами та староствами у межах Подільського воєводства Польського королівства та Речі Посполитої. Існувала у XV—XVIII століттях. Функції генерального старости подільського виконував староста кам'янецький, якому з 1581 року підпорядковувався також грод Летичівський.
Вперше посада згадується 1444 року: у виданій ним тоді грамоті Теодорик із Бучача називає себе «каштеляном кам'янецьким і генеральним старостою», а в матеріалах Галицького земського суду від того самого року його ж названо «старостою подільським». Інколи зустрічаються й такі титулування тих, хто був кам'янецьким старостою: «кам'янецький і всього Поділля генеральний староста» (1518), «кам'янецький і земель Поділля генеральний староста» (1520), «головний кам'янецький староста» (1570).
Королівським намісником — генеральним старостою — від самого початку були найбільш довірені особи короля. Пізніше їх помилково називали подільськими генералами, використовуючи дослівну передачу назви уряду польською мовою (general ziem podolskich). Влада старости поширювалася на все Подільське воєводство, він контролював діяльність старостів і повітів у його межах. Подільський генеральний староста серед іншого міг вільно розпоряджатися місцевим поземельним фондом, осаджуючи тут подільську та прийшлу шляхту.

## Список Подільських генеральних старостів[6][7][8]
| Герб                                                                       | Ім'я                                       | Роки життя            | Період          | Примітки |
| -------------------------------------------------------------------------- | ------------------------------------------ | --------------------- | --------------- | --- |
|                                                                            | Теодорик із Бучача та Язловця              | ~1378 — ~1456         | 1442—1455       | Подільський староста, Галицький каштелян, Кам'янецький каштелян |
|                                                                            | Бартош із Бучача та Язловця                | ? —1457               | 1455—1457       | Подільський староста. Загинув 2.8/1.9. 1457 в нерівній битві з татарами разом з Яном Лящем. |
|                                                                            | Міхал із Бучача та Язловця                 | ? —1511               | 1458—1464       | Староста червоногродський |
|                                                                            | Станіслав з Ходча                          | ? —1474               | 1464—1474       | Подільський генеральний староста, кам'янецький, галицький, теребовлянський староста, воєвода земель руських. |
|                                                                            | Анджей Фредро з Плєшовиць                  | ? —1477               | 1475—1477       | суддя щирецький, Галицький каштелян, Подільський воєвода |
|                                                                            | Ян Одровонж зі Спрови                      | ? —1485               | 1477—1481       | підстолій сандомирський, Подільський і Руський воєвода, староста генеральний руський, староста галицький, самбірський, жидачівський, стрийський |
|                                                                            | Давид із Бучача                            | ~1430—~1501           | 1482—1483       | Подільський генеральний староста, Подільський воєвода (1481), Коломийський староста |
|                                                                            | Фелікс з Панева                            | ? —1488               | 1484—1486       | бурґраф краківський, стольник сандомирський, каштелян львівський, староста чорштинський, жидачівський, долинський, стрийський |
|                                                                            | Якуб із Бучача та Підгайців                | ~1430—~1485           | 1486—1492       | Подільський генеральний староста, Галицький каштелян (1472), Подільський воєвода (1487-97), Руський воєвода (1497) |
|                                                                            | Станіслав із Ходча                         | ? —1529               | 1494—1510       | каштелян львівський, маршалок великий коронний, гетьман польний коронний, Подільский і Руський генеральний староста, староста теребовельський, любачівський, галицький |
|                                                                            | Станіслав Лянцкоронський                   | 1465—1535             | 1510—1535       | підчаший сандомирський, стражник польний коронний, Подільський і Сандомирський воєвода, староста скальський |
|                                                                            | Міколай Іскшицький із Ягельниці, Іскшичина | ~1480—1540            | 1536—1540       | Кам'янецький стольник, підкоморій, староста ольштинський, снятинський |
|                                                                            | Юрій Язловецький із Бучача                 | перед 1510—1575       | 1540—1542       | каштелян кам'янецький, Подільський і Руський воєвода, гетьман польний і великий коронний, староста червоногродський, любачівський, летичівський, хмільницький, снятинський |
|                                                                            | Мацей Влодек із Германова                  | ? — 1569—1570         | 1543—1569       | Подільський генеральний староста, кам'янецький і галицький хорунжий |
|                                                                            | Миколай Потоцький на Яблонові і Тишковичах | ~1512 — 2.5.1572      | 1569—1572       | Подільський генеральний староста, ротмістр королівський (1550), стражник польний коронний, Кам'янецький староста (1571), Хмільницький староста (1569). Похований у Кракові, була його епітафія в домініканському костелі Золотого Потоку                                                                                           |
|                                                                            | Миколай Бжеський                           | ? — ~1590             | 1572—1590       | хорунжий великий коронний, секретар королівський |
|                                                                            | Ян Потоцький із Потоку                     | ~1551 — 22.4.1611     | 1588, 1590—1611 | Подільський генеральний староста (1592), Летичівський староста, писар польний коронний, Брацлавський воєвода (1608), загинув у битві під Смоленськом, був похований в каплиці у Панівцях. |
|                                                                            | Якуб Потоцький                             | ~1554 —1613           | 1611—1613       | Подільський генеральний староста (1611); Білоцерківський, Білокам'янецький, Хмільницький староста, Кам'янецький каштелян, Брацлавський воєвода (1611) |
|                                                                            | Валентій Александр Калиновський            | ? —1620               | 1614—1620       | Подільський генеральний староста (1611), Брацлавський, Віницький (1605), Звенигородський староста, загинув в Цецорській битві. |
|                                                                            | Стефан Потоцький                           | 2.3.1568 — 5.3.1631   | 1620—1631       | Подільський генеральний староста, ротмістр королівський (1599), писар пол. кор. (1611), Брацлавський воєвода (1628), був похований в домініканському костелі Золотого Потоку. |
|                                                                            | Миколай Потоцький                          | ~1593 — 20.11.1651    | 1631—1642/1643  | Подільський генеральний староста, В 1642 р. староста остерський, в 1643 р. — староста черкаський, староста барський, каштелян краківський, писар польний кор. (1636 р.). Брацлавський воєвода (1636). З 1637 р. польний гетьман коронний. Великий коронний гетьман (з 1646 року). Був похований в домініканському костелі Єзуполя. |
|                                                                            | Пйотр (Петро) Потоцький                    | 1622—1657             | 1642/1643—1657  | Подільський генеральний староста, воєвода брацлавський, староста черкаський, щуровецький, летичівський |
|                                                                            | Ян Собіпан Замойський                      | 9.4.1627—7.4.1665     | 1657—1662       | крайчий і підчаший великий коронний, Київський і Сандомирський воєвода, староста калуський і розтоцький |
|                                                                            | Миколай Потоцький                          | 1626—1676             | 1662—1676       | Подільський генеральний староста, ротмістр королівський, комендант Кам'янця, староста черкаський, смотрицький |
| Протягом 1672—1699 років Кам'янець перебував під владою Османської імперії |                                            |                       |                 | |
|                                                                            | Марцін Контський                           | 1636—1710             | 1676—1710       | Подільський генеральний староста, Львівський каштелян (1679), Київський (1.8.1684) і краківський (1702) воєвода, краківський каштелян (1706), претендент на корону Речі Посполитої. Староста перемиський, балінський, звенигородський, кам'янецький.                                                                               |
|                                                                            | Ян Станіслав Контський (син Марціна)       | 1685 — 11.1727        | 1710—1727       | Подільський генеральний староста, генерал артилерії коронної. Староста летичівський, кам'янецький, коритніцький. |
|                                                                            | Ян Тарло                                   | 1684 — 5.1.1750       | 1728—1750       | Воєвода люблінський (з 1719) і сандомирський (з 1736), підчаший великий литовський (з 1717), староста повітовий кросненський, маршалок трибуналу Королівства Польського. |
|                                                                            | Август Александр Чорторийський             | 9.11.1697—4.4.1782    | 1750—1758       | Воєвода руський (з 1731 року). Князь на Клевані та Жукові. |
|                                                                            | Адам Казимир Чорторийський                 | 1.12.1734 — 19.3.1823 | 1758—1793       | Князь, Генеральний подільський староста (останній) |